# Двері, котрі насправді є
«Двері, котрі насправді є» — дебютний повноформатний студійний альбом українського гурту «Плач Єремії», виданий у 1993 році, на касетах.
У 2001 році, в Києві, на студії «Гадюкіни Рекордз» був зроблений ремайстеринг цього альбому і його перевидано на CD.

## Композиції
1. Єхидна
2. Відшукування причетного
3. Клітка
4. О хто ти о хто
5. Жах
6. Плач Єремії
7. Самійло Немирич
8. Пам'ятник (Sorry)
9. Не спиняйте її
10. Сніг